# سفارة العراق في اليابان
سفارة العراق في اليابان هي أرفع تمثيل دبلوماسي لدولة العراق لدى اليابان. تقع السفارة في وهي تهدف لتعزيز المصالح العراقية في اليابان.

## وصلات خارجية
- الموقع الرسمي
- قائمة سفارات العراق
- قائمة السفارات في اليابان